# Elektrisches Potential
Das elektrische Potential oder Coulomb-Potential (auch geschrieben als Potenzial) ist eine physikalische Größe in der klassischen Elektrodynamik. Es beschreibt die Fähigkeit eines elektrischen Feldes, Arbeit an einer elektrischen Ladung zu verrichten. Die SI-Einheit für das elektrische Potential ist Volt. Das Formelzeichen ist meistens ein kleines oder großes Phi, also {\displaystyle \varphi } oder {\displaystyle \Phi }, oder {\displaystyle V}.
Die Differenz der Potentiale zwischen zwei Punkten wird als elektrische Spannung bezeichnet.
Ein gegebenes elektrisches Feld ordnet jedem Punkt im Raum ein Potential zu, das bis auf eine Konstante eindeutig ist. Wenn das Potential im gesamten Raum betrachtet wird, spricht man auch von einem Potentialfeld.

## Anschauliche Erklärung
Das elektrische Potential beschreibt die Fähigkeit eines elektrischen Feldes, Arbeit an einer elektrischen Ladung zu verrichten. Wenn sich eine Probeladung {\displaystyle q} durch ein elektrisches Feld bewegt, wirkt auf sie die Coulombkraft und es wird Arbeit an ihr geleistet. Sie erhält dadurch potentielle Energie {\displaystyle W_{\rm {pot}}}. Die Stärke der Coulombkraft und damit die Größe der zugeführten potentiellen Energie hängt von der Größe der Ladung ab. Um eine allgemeinere Darstellung der potentiellen Energie unabhängig von der Ladung zu erhalten, wird das elektrische Potential {\displaystyle \varphi } eingeführt, indem die potentielle Energie durch die Ladung geteilt wird:
{\displaystyle \varphi ={\frac {W_{\text{pot}}}{q}}}
Das Potential gibt damit an, wie viel potentielle Energie eine Ladung pro Ladungseinheit im elektrischen Feld hat. Wenn das elektrische Feld sich nicht mit der Zeit verändert (siehe Elektrostatik), kann man das elektrische Potential als eine Art „Energie pro Ladung“ betrachten. Wenn das elektrische Feld sich jedoch im Laufe der Zeit ändert (siehe Elektrodynamik), muss die Definition des elektrischen Potentials angepasst werden.

## In der Elektrostatik
Kennt man die potentielle Energie {\displaystyle W_{\text{pot}}} für eine unbewegte Punktladung {\displaystyle q} im gesamten Raum, berechnet sich das elektrische Potential durch
{\displaystyle \varphi ({\vec {r}})={\frac {W_{\text{pot}}({\vec {r}})}{q}}}

### Elektrisches Potential einer Punktladung

Das elektrische Potential einer Punktladung bei verschieden großer Ladung. Blau ist negative Ladung, rot ist positive.

Das elektrische Potential einer unbewegten Punktladung {\displaystyle q}, auch Coulomb-Potential genannt, ist im SI-Einheitensystem gegeben durch
{\displaystyle \varphi ({\vec {r}})={\frac {q}{4\pi \,\varepsilon _{0}\,\left|{\vec {r}}\right|}}}
Dabei bezeichnet
{\displaystyle q} die elektrische Ladung
{\displaystyle \varepsilon _{0}} die elektrische Feldkonstante
{\displaystyle {\vec {r}}} die Position des betrachteten Punktes relativ zur Punktladung.
Im Heaviside-Lorentz-Einheitensystem gilt wegen {\displaystyle \varepsilon _{0}=1} vereinfacht
{\displaystyle \varphi ({\vec {r}})={\frac {q}{4\pi \,\left|{\vec {r}}\right|}}}

### Elektrisches Potential eines beliebigen statischen Feldes
Statische elektrische Felder {\displaystyle {\vec {E}}} sind wirbelfrei, sie können deshalb als Gradient eines Skalarfeldes dargestellt werden (siehe Gradientenfeld). Das negative Skalarfeld wird dabei als elektrisches Potential {\displaystyle \varphi } bezeichnet.
{\displaystyle -{\vec {\nabla }}\varphi ={\vec {E}}}
Ist das elektrische Feld {\displaystyle {\vec {E}}} bekannt, so lässt sich das Potential am Punkt mit dem Ortsvektor {\displaystyle {\vec {r}}}, ausgehend von einem Nullpotential {\displaystyle \varphi ({\vec {r}}_{0})=0} im Ort {\displaystyle {\vec {r}}_{0}}, durch ein Kurvenintegral berechnen:
{\displaystyle \varphi ({\vec {r}})=-\int _{{\vec {r}}_{0}}^{\vec {r}}{\vec {E}}\cdot \mathrm {d} {\vec {s}}}
Üblicherweise wird {\displaystyle \varphi (\infty )} als Nullpotential gewählt. Daraus folgt:
{\displaystyle \varphi ({\vec {r}})=\int _{\vec {r}}^{\infty }{\vec {E}}\cdot \mathrm {d} {\vec {s}}}
Im Innern eines Leiters ist das elektrische Potential wegen {\displaystyle {\vec {E}}=0} damit konstant.
Für eine bekannte Ladungsverteilung {\displaystyle \rho ({\vec {r}})} gilt:
{\displaystyle \varphi ({\vec {r}})={\frac {1}{4\pi \varepsilon _{0}}}\int {\frac {\rho ({\vec {r}}^{\prime })}{\left|{\vec {r}}-{\vec {r}}^{\prime }\right|}}\,\mathrm {d} {\vec {r}}^{\prime }}

### Poisson-Gleichung
Für eine kontinuierliche Ladungsverteilung {\displaystyle \rho } gilt die Poisson-Gleichung:
{\displaystyle \Delta \varphi =-{\frac {\rho }{\varepsilon _{0}}}}
Speziell für den leeren Raum ergibt sich aus der Poisson-Gleichung mit {\displaystyle \rho =0} die Laplace-Gleichung
{\displaystyle \Delta \varphi =0}.
{\displaystyle \varphi } ist damit eine harmonische Funktion.
Dabei bezeichnet
{\displaystyle {\vec {\nabla }}} den Nabla-Operator
{\displaystyle \Delta ={\vec {\nabla }}^{2}} den Laplace-Operator
{\displaystyle \varepsilon _{0}} die elektrische Feldkonstante.

## In der Elektrodynamik
Dynamische elektrische Felder sind nicht wirbelfrei, weil nach dem Induktionsgesetz
{\displaystyle {\vec {\nabla }}\times {\vec {E}}=-{\frac {\partial {\vec {B}}}{\partial t}}}
gilt, und können deshalb nicht als Gradientenfelder dargestellt werden. Wirbelfrei ist hingegen der Ausdruck
{\displaystyle {\vec {\nabla }}\times \left({\vec {E}}+{\frac {\partial {\vec {A}}}{\partial t}}\right)=0}.
Dabei bezeichnet
{\displaystyle {\vec {B}}} die magnetische Flussdichte,
{\displaystyle {\vec {A}}} das magnetische Vektorpotential mit {\displaystyle {\vec {B}}=\nabla \times {\vec {A}}}.
Dieses wirbelfreie Vektorfeld {\displaystyle {\vec {E}}+{\frac {\partial {\vec {A}}}{\partial t}}} ist mit dem elektrischen Potential {\displaystyle \varphi } als Gradientenfeld darstellbar:
{\displaystyle -{\vec {\nabla }}\varphi ={\vec {E}}+{\frac {\partial {\vec {A}}}{\partial t}}}
Umgekehrt lässt sich das Potential an einem Ort {\displaystyle {\vec {r}}}, ausgehend von einem Nullpotential {\displaystyle \varphi ({\vec {r}}_{0})=0} in einem beliebig gewählten Ort {\displaystyle {\vec {r}}_{0}}, durch ein Kurvenintegral bestimmen:
{\displaystyle \varphi ({\vec {r}},t)=-\int _{{\vec {r}}_{0}}^{\vec {r}}\left({\vec {E}}+{\frac {\partial {\vec {A}}}{\partial t}}\right)\cdot \mathrm {d} {\vec {s}}}
Mit der üblichen Wahl von {\displaystyle \varphi (\infty )} als Nullpotential folgt:
{\displaystyle \varphi ({\vec {r}},t)=\int _{\vec {r}}^{\infty }\left({\vec {E}}+{\frac {\partial {\vec {A}}}{\partial t}}\right)\cdot \mathrm {d} {\vec {s}}}
Für eine bekannte Ladungsverteilung {\displaystyle \rho ({\vec {r}})} mit der Coulomb-Eichung {\displaystyle {\vec {\nabla }}{\vec {A}}=0} gilt wie in der Elektrostatik:
{\displaystyle \varphi ({\vec {r}},t)={\frac {1}{4\pi \varepsilon _{0}}}\int {\frac {\rho ({\vec {r}}^{\prime },t)}{\left|{\vec {r}}-{\vec {r}}^{\prime }\right|}}\,\mathrm {d} {\vec {r}}^{\prime }}
Für stationäre Felder gilt {\displaystyle {\frac {\partial {\vec {A}}}{\partial t}}=0} und {\displaystyle {\frac {\partial \varphi }{\partial t}}=0}, sodass die dynamischen Gleichungen wieder in die Gleichungen für statische Felder übergehen.

### Poisson-Gleichung
Mit der Lorenz-Eichung {\displaystyle {\vec {\nabla }}{\vec {A}}=-{\frac {1}{c^{2}}}{\frac {\partial \varphi }{\partial t}}} folgt für eine kontinuierliche Ladungsverteilung {\displaystyle \rho } die Poisson-Gleichung:
{\displaystyle \Delta \varphi -{\frac {1}{c^{2}}}{\frac {\partial ^{2}\varphi }{\partial t^{2}}}=-{\frac {\rho }{\varepsilon _{0}}}}
Mit der Coulomb-Eichung {\displaystyle {\vec {\nabla }}{\vec {A}}=0} folgt hingegen
{\displaystyle \Delta \varphi =-{\frac {\rho }{\varepsilon _{0}}}}
Dabei bezeichnet
{\displaystyle \Delta ={\vec {\nabla }}^{2}}den Laplace-Operator
{\displaystyle \varepsilon _{0}} die elektrische Feldkonstante
{\displaystyle c} die Lichtgeschwindigkeit.

### Eichtransformation
In der Elektrostatik konnte das Potential bereits durch die freie Wahl des Nullpotentials um eine beliebige Konstante verschoben werden. In der Elektrodynamik hat das Potential noch mehr Freiheitsgrade. So kann für ein Potential {\displaystyle \varphi } und das zugehörige Vektorpotential {\displaystyle {\vec {A}}} die folgende Eichtransformation
{\displaystyle \varphi '({\vec {r}},t)=\varphi ({\vec {r}},t)-{\frac {\partial }{\partial t}}\Lambda ({\vec {r}},t)}
{\displaystyle {\vec {A}}'({\vec {r}},t)={\vec {A}}({\vec {r}},t)+\operatorname {grad} \Lambda ({\vec {r}},t)}
durchgeführt werden, um ein neues Potential {\displaystyle \varphi '} und Vektorpotential {\displaystyle {\vec {A}}'} zu erhalten, die dieselben elektrischen und magnetischen Felder erzeugen.
Die beiden am häufigsten verwendeten Eichungen sind die Lorenz-Eichung und die Coulomb-Eichung. Es sind aber auch beliebig viele andere Eichungen möglich.

## Messung und der Zusammenhang mit der elektrischen Spannung

Im Flammensonden-Versuch lässt sich die Differenz des elektrischen Potentials als Spannung messen

Das Potential eines elektrischen Feldes ist nicht eindeutig definiert, es kann immer eine beliebige Konstante dazu addiert werden, die von der Wahl des Nullpotentials abhängt (siehe Eichfreiheit). Der konkrete Wert des Potentials an einem Ort {\displaystyle {\vec {r}}_{0}} kann deshalb beliebig gewählt werden.
Hingegen ist die Potentialdifferenz zwischen zwei Punkten, auch elektrische Spannung genannt, eindeutig und kann deshalb auch gemessen werden.